# Johnius fuscolineatus
Johnius fuscolineatus és una espècie de peix de la família dels esciènids i de l'ordre dels perciformes.

## Morfologia
- Els mascles poden assolir 14 cm de longitud total.[4][5]

## Hàbitat
És un peix marí, de clima subtropical i bentopelàgic que viu entre 0-50 m de fondària.

## Distribució geogràfica
Es troba a l'Índic occidental: al llarg de les costes de Moçambic, Sud-àfrica i Madagascar.

## Observacions
És inofensiu per als humans.